# Hermandad de la Vera Cruz (Jerez)
La Real, Ilustre, Antigua y Venerable Hermandad y Cofradía de Nazarenos de la Santa Veracruz de Nuestro Señor Jesucristo, Santísimo Cristo de la Esperanza, Santa María de las Lágrimas y Beato Guillermo José Chaminade, popularmente conocida como Vera-Cruz, es la primera cofradía que pasa por Carrera oficial en la tarde del Jueves Santo en Jerez de la Frontera.

## Historia
Fundada en el año 1542 se trata de la Cofradía de penitencia más antigua de Jerez, ya que desde un origen se fundó con carácter penitencial. Fue fundada en la Capilla de la Veracruz, hoy día desaparecida, solo queda de ella una calle a la que dio nombre, junto al Teatro Villamarta.
Su recorrido original surcaba las calles: Medina, Larga, Honda y Santa María, con la Cruz, San Juan, Nuestra Señora de los Ángeles y el Santísimo Sacramento bajo palio; y en el día del Jueves Santo con las imágenes del Cristo de la Esperanza y la Virgen de las Lágrimas.
La capilla fue derribada por orden de la junta revolucionaria en 1868 y la cofradía dejó de procesionar sin llegar a desaparecer completamente. Las imágenes se trasladaron al convento de las Clarisas de San José, donde permanecieron al culto casi un siglo.
El 13 de octubre de 1945 fue autorizada la reorganización de la hermandad, ocupando la Iglesia de San Pedro. En 1956 pasan a la Escuela de San Juan Bautista (Marianistas), autorizándose en 1960 su salida procesional. La hermandad procesionó hasta 1965 en la tarde del sábado Santo, volviendo el año siguiente al Jueves Santo, como hizo posteriormente la primitiva cofradía.
En 2017, con motivo de su 475 aniversario estrenó nuevo paso de la cruz de guía con un Santo Lignum Crucis.
En 2018 recibe una reliquia ex ossibus del Beato Chaminade.

## Túnica
Antifaz, zapatos negros y túnica de cola, con cinturón de esparto. Cuando la hermandad se fundó, su túnica era negra con capa de raso del mismo color. Cíngulo y antifaz verde de terciopelo. Posteriormente convivieron ambas túnicas (la de cola en el cortejo de misterio y la de capa en el de palio) hasta que en 2014 celebraron un cabildo donde sus hermanos eligieron continuar únicamente con la túnica de cola.

## Pasos
El primero de los pasos muestra a Jesús en el Monte Calvario, muerto en la cruz, entre los dos ladrones, Dimas y Gestas.

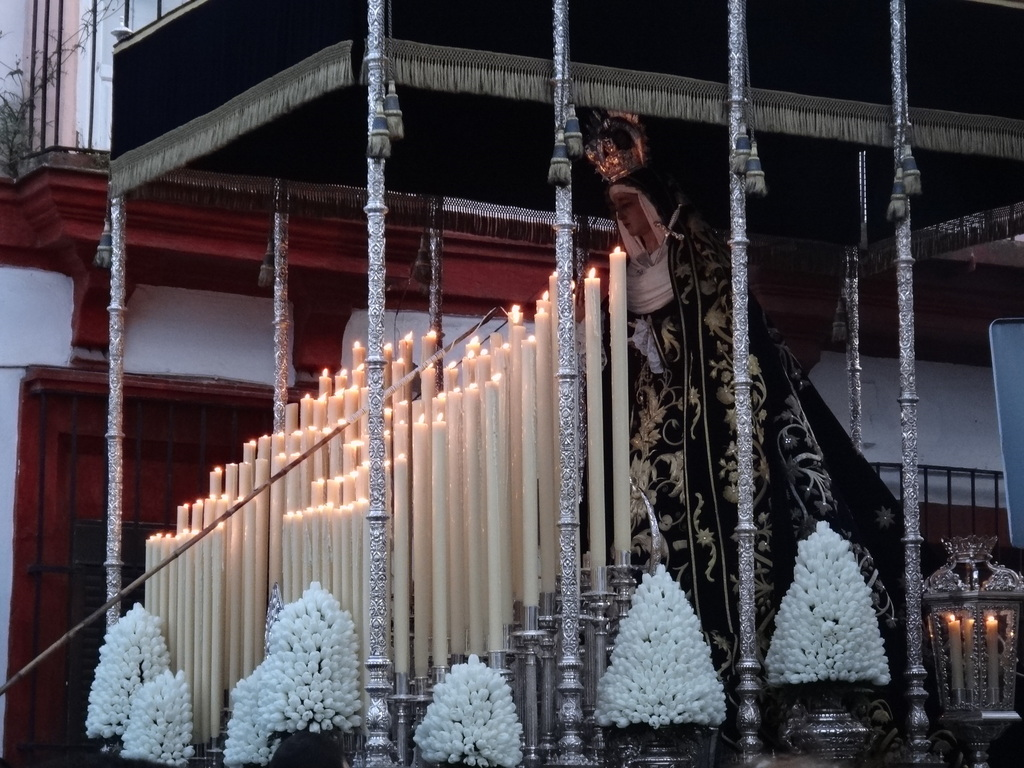
Virgen de las Lágrimas (Vera Cruz), Jerez de la Frontera

El segundo de los pasos es el de Nuestra Señora de las Lágrimas, se trata de un paso de palio de trazas clásicas, con las caídas de tipo cajón, y unos faroles de cola. Las jarras de dicho paso son peculiares por la colocación tronco-cónica del exorno floral.

## Sede

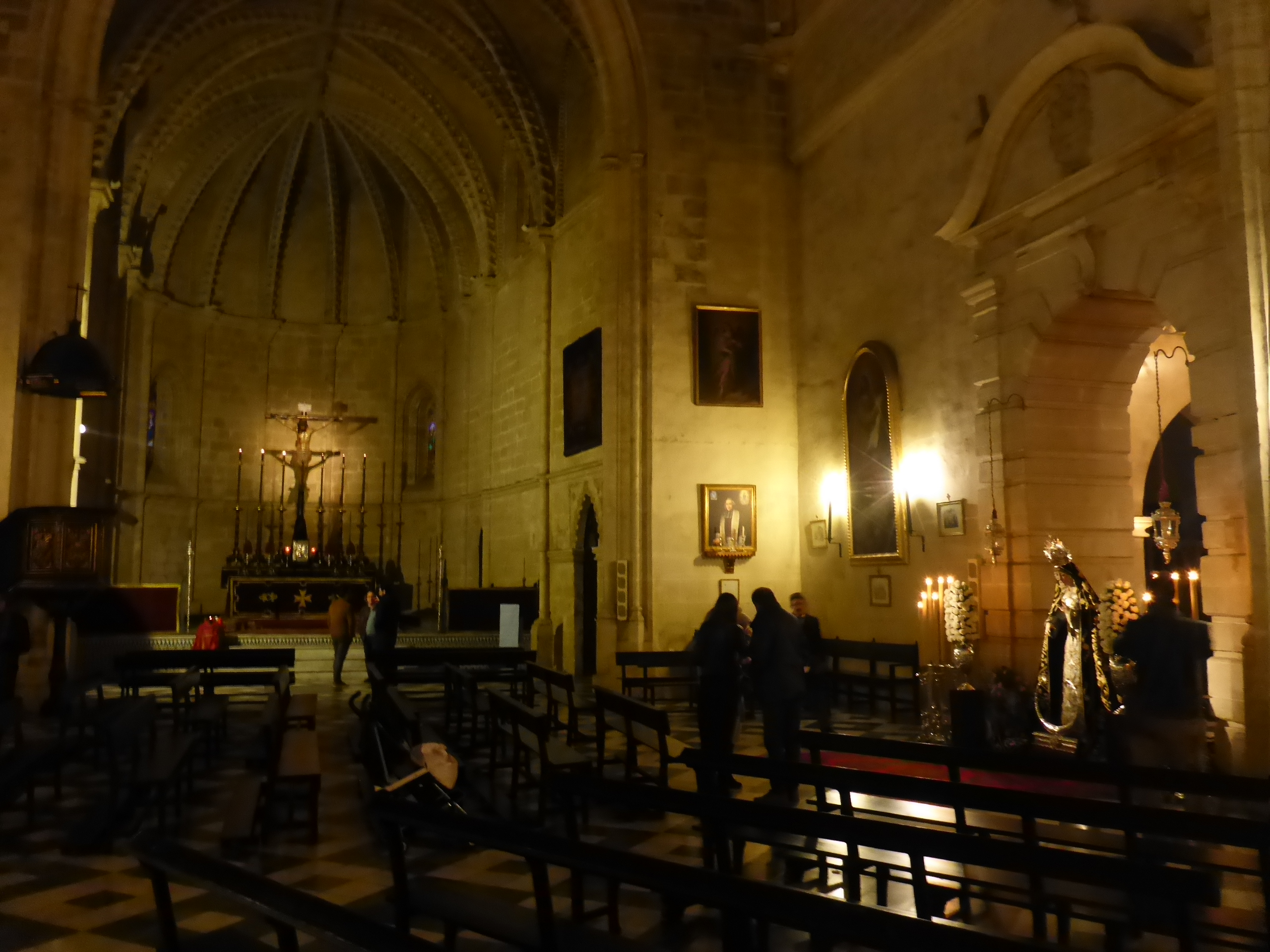
Titulares en la sede

Su sede canónica es la Iglesia de San Juan de los Caballeros, a intramuros, en el barrio del mismo nombre donde la hermandad realiza una importante labor social de mantenimiento del templo.

## Paso por Carrera Oficial
| Predecesor: El Prendimiento (Miércoles Santo) | Orden de entrada en Carrera Oficial (Jueves Santo) 1º lugar | Sucesor: La Redención |